# Templo de Kalikamata
El templo de Kalimata (Kālikā Mata; que significa "la gran madre negra") es un complejo de templo y centro de peregrinación deducado a una diosa hindú en la cumbre de la colina de Pavagadh en el distrito de Panchmahal, India, dentro del Parque Arqueológico de Champaner-Pavagadh. Data de los siglos X u XI. El templo tiene tres imágenes de diosas: la imagen central es de Kalika Mata, flanqueada por Kali a la derecha y Bahucharamata a la izquierda. En Chitra sud 8, se celebra una feria en el templo a la que acuden miles de devotos. El templo es el lugar de uno de los grandes y santos Shakti Peethas. Uno puede alcanzar fácilmente el templo a través de teleférico.

## Geografía
El templo de Kaikamata se encuentra en el estado indio de Guyarat, cerca de Halol, a 762 m s. n. m.. El complejo del emplo forma parte del Parque Arqueológico de Champaner-Pavagadh, un lugar Patrimonio de la Humanidad declarado por la UNESCO. Se encuentra en el medio de un denso bosque sobre un acantilado.
Al templo se puede llegar por un sendero desde la carretera a través del bosque a lo largo de una distancia de 5 kilómetros (3,1 mi). El camino pasa junto a las ruinas del palacio de Patai Raval. Alternativamente, hay acceso por teleférico, que fue encargado en 1986. El teleférico, de 740 m de longitud, es de tipo mono-cable y puede llevar a 1.200 personas por hora; se dice que es el más alto del país.

## Historia

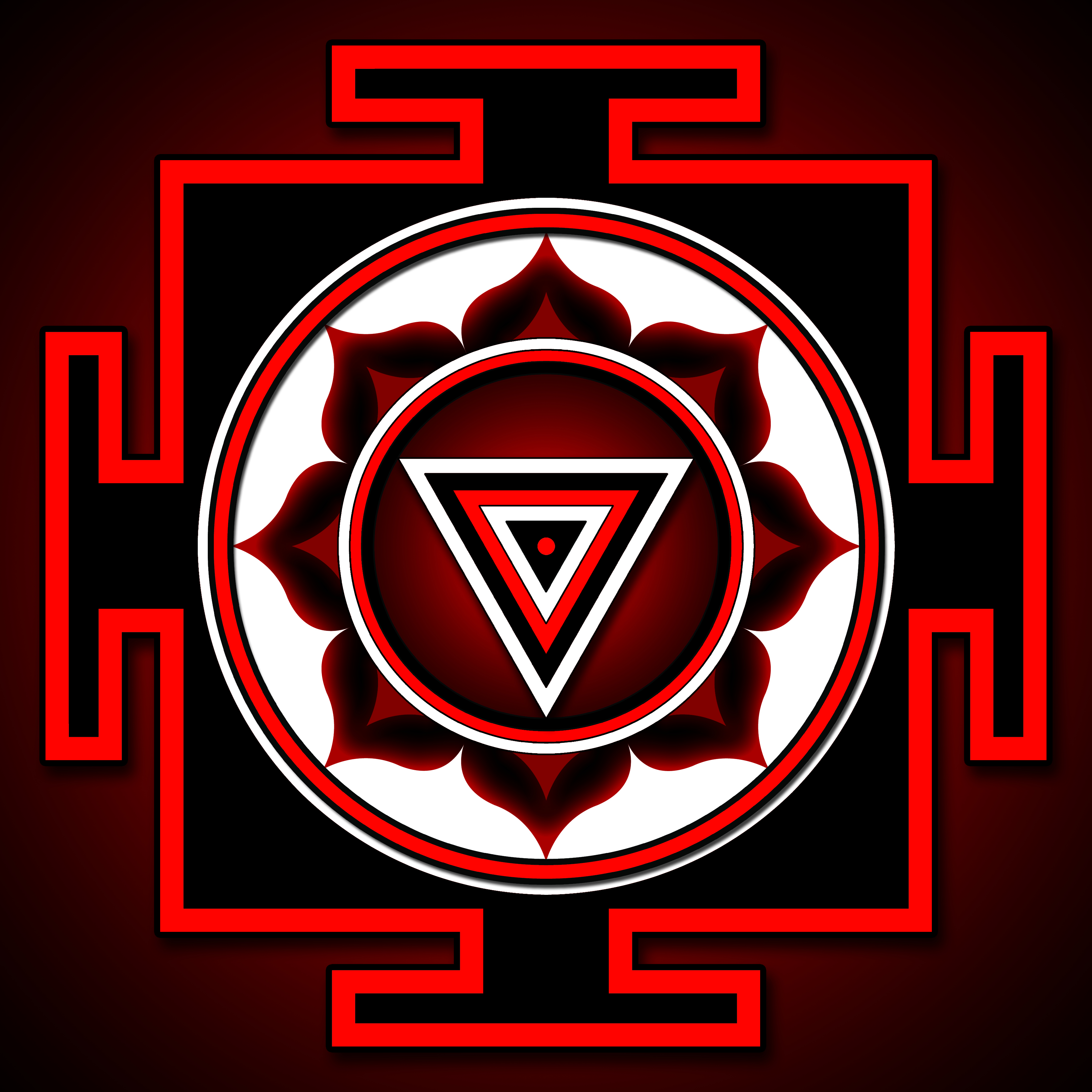
El yantra de Kali es venerado en el templo de Kalikamata de Pavagadh.

Remontándose a los siglos X u XI, el templo de Kalikamata es el más antiguo de la zona. Según R. K. Trivedi en Fairs and Festivals of Gujarat (1961), la diosa Kalika Mata fue inicialmente venerada por los pueblos locales, bhil y koli, hasta que más tarde fue invvocada e instalada por Vishvamitra en la cumbre de la colina de Pavagadh, donde también es venerada como una forma de Durga o Chandi. La Kalika Mata de Pavagadh es también venerada por los adivasi. El templo fue descrito en Gangadas Pratap Vilasa Natakam, un drama del siglo XV. Dedicado a la diosa Kali, el templo se cree que es la residencia de Kali Mata, y es uno de los Shakti Peethas, como el simbólico dedo gordo del pie de la diosa Sati se dice que cayó aquí.

## Arquitectura
El templo, pequeño y sencillo se encuentra en medio de fortificaciones con un patio abierto en el frente, y está abierto durante largas horas para poder enfrentarse a la avalancha de peregrinos. Hay dos altares en el frente del templo para ofrecer sacrificios a la Kalika Mata, así como una fila de luces que se encienden en ocasiones festivas. La yantra Kali es venerada en el templo.
El complejo se divide en dos partes, la planta baja contiene santuarios hindúes, mientras que la espira del temploo tiene un santuario musulmán. El principal santuario de la planta baja contiene tres imágenes divinas: en el centro (representada en la forma de una cabeza, conocida como mukhwato y de color rojo), mientras que Mahakali se encuentra a su derecha y Bahuchara Mata a su izquierda. El suelo de mármol restaurado data de alrededor de 1859 y fue presentado por el ministro de Limbdi en Kathiawar. La espira del templo con cúpula contiene un santuario musulmán y el mausoleo de Sadan Shah Pir, un santo sufí.

## Festivales
El templo es uno de los mayores centros turísticos y de peregrinación de Guyarat, atrayendo a grandes cantidades de gente todos los años. Es una tradición chodhri peregrinar a este lugar al menos una vez en la vida. Los devotos de Kalika Mata que visitan el templo "veneraban golpeando símbolos de campanas de metal". Todos los años se celebra una feria en el templo en Chaitra Sud 8. Especialmente en la luna llena de Chaitra, en abril, y en Dasara, en octubre, hay grandes reuniones de hindúes de todas las clases.

## Información de viaje
El teleférico por el que se llega al templo puede ser usado por turistas de todos los ciudadanos adultos. Ayuda a muchos turistas dado que las escaleras al templo tienen muchos escalones. 
El Mahakali Mandir está a alrededor de 140 km desde Ahmedabad, Guyarat. Es la principal atracción de la ciudad. 